# إيدي بورتنوي
إيدي بورتنوي هو خبير في الثقافة الشعبية اليهودية.  حصل بورتنوي على درجة الماجستير في الدراسات اليديشية من جامعة كولومبيا ودرجة الدكتوراة في التاريخ اليهودي من المدرسة اللاهوتية اليهودية الأمريكية ،   ويشغل حاليًا منصب باحث أول وأمين معارض في YIVO ، بالإضافة إلى مستشار في YIVO الأكاديمي لمركز ماكس وينريتش. 
وقد حظيت المعارض التي أقامها بالثناء في وسائل الإعلام الرئيسية،   ونُشرت مقالاته عن الثقافة الشعبية اليهودية في مراجعة الدراما، بولين، والمجلة الدولية للفن الهزلي. وهو أيضًا محررساهم في مجلة إلى الأمام والكمبيوتر اللوحي.
بورتنوي هو مؤلف الكتاب الأكثر مبيعًا الحاخام السيئ وقصص أخرى غريبة ولكنها حقيقية من الصحافة اليديشية (2017، مطبعة جامعة ستانفورد).  يغطي هذا الكتاب الجوانب التي تم التغاضي عنها في المجتمع والثقافة اليهودية الأمريكية، وهي حياة الأشخاص المهمشين، «اليهود المنحدرين إلى أسفل» استنادًا إلى القصص المنشورة في الصحف اليديشية لمدينة نيويورك ووارسو   كما كتب جاك فيشل في مراجعته، «يعترف [بورتنوي] بأن القصص لا تمثل اليهود، لكنه يصر على أنه في كل مجتمع هناك مجموعة من الناس المتواضعين وغير المثقفين وغير المتعلمين والفقراء والذين يستحقون الاهتمام.»  الكتاب مبني على دكتوراه بورتنوي. على الرسوم الكاريكاتورية في الصحافة اليديشية المبكرة. وأشادت صحيفة نيويورك تايمز باد رابي ووصفها بأنها «النوع الجيد من شمالتز»، مضيفة أن الكتاب يحتوي على «سلسلة من المغامرات الغريبة، بانوراما برية يسكنها مجموعة مذهلة من الشخصيات».